# Jung Joon-young
Jung Joon-young (hangul: 정준영; rr: Jeong Jun-yeong; MR: Chŏng Chunyŏng; nascido em 21 de fevereiro de 1989) é um ex-cantor, DJ de rádio, apresentador, ator e personalidade de televisão sul-coreano. Ele ganhou reconhecimento através do reality show Superstar K da Mnet em 2012, onde encerrou sua participação em terceiro lugar. Em 2013, se tornou o membro mais jovem do programa de variedades 2 Days & 1 Night da KBS e estreou como ator em uma participação no drama televisivo Monstar (2013). No ano seguinte, Jung estreou seu próprio programa de rádio intitulado Jung Joon-young's Simsimtapa (2014) pela MBC FM. Além disso, entre os anos de 2015 a março de 2019, ele foi o vocalista principal da banda de rock Drug Restaurant, anteriormente conhecida como JJY Band. 
Sua estreia como solista ocorreu em 2010, através do lançamento do extended play (EP) Rock Trip. Outros dois EPs foram lançados posteriormente: Jung Joon Young 1st mini album (2013) e Teenager (2014), com este último o levando a se apresentar em turnê pela Ásia, além de estrear em concertos nos Estados Unidos durante o K-CON 2014, tanto como cantor como apresentador. 
Em março de 2019, Jung se aposentou da indústria do entretenimento, em meio a alegações de filmar e divulgar em salas de bate papo, vídeos de sexo de si mesmo com mulheres, sem o consentimento e conhecimento delas, além de ter recebido acusações de participação em estupros coletivos em 2016. Mais tarde, em 29 de novembro de 2019, ele foi condenado a seis anos de prisão.

## Biografia
Jung Joon-young nasceu em 21 de fevereiro de 1989, na Coreia do Sul. Ele é o filho mais novo de Jung Hak-chun e Choi Jong-sook. Seu pai um empresário internacional, viajou para diversos países em razão de seus negócios, devido a isso, enquanto crescia, Jung mudou-se para países como Indonésia, China, Japão, França e Filipinas e aprendeu idiomas fluentemente como o inglês, chinês e coreano. Jung não pôde se matricular em uma escola regular devido as mudanças frequentes, entretanto teve aulas particulares de disciplinas regulares, como matemática, inglês, violino e piano. Quando fez 17 anos, decidiu ir às Filipinas para realizar trabalho voluntário. Ele ensinou Taekwondo e música para as crianças locais. Além disso, foi membro do coral que se apresentou para à ex-presidente das Filipinas, Gloria Macapagal-Arroyo.

## Acusações de crimes sexuais e retirada da indústria do entretenimento
Em 11 de março de 2019, foi noticiado que em 2015 e 2016, Jung havia filmado secretamente seus próprios encontros sexuais com pelo menos dez mulheres e que depois havia compartilhado os vídeos com amigos em grupos de bate-papo, que incluíram as celebridades Lee Jong-hyun e Choi Jong-hoon. No dia seguinte, Jung se aposentou da indústria do entretenimento, admitindo as alegações. Ele pediu desculpas às diversas mulheres que foram filmadas sem seu consentimento, bem como a seus fãs, e também prometeu cooperar com a polícia.
Em 21 de março, Jung foi preso pela acusação de compartilhamento ilegalmente de vídeos sexualmente explícitos, tiradas sem o conhecimento ou consentimento das vítimas, realizada através de uma sala de bate papo em onze ocasiões. Mais tarde, em 19 de abril, uma mulher se apresentou ao SBS funE, alegando que cinco homens, incluindo Jung, a estupraram depois que ela foi embriagada em março de 2016 e que depois compartilharam a filmagem em um bate-papo em grupo. Em 10 de maio, ele se declarou culpado de todos os onze casos de filmagem ilegal e compartilhamento de vídeos de si mesmo fazendo sexo com mulheres em uma sala de bate-papo, e procurou realizar acordos legais com as vítimas. Jung e Choi Jong-hoon também estiveram sob investigação por outra acusação de  estupro coletivo de uma mulher em 2016. Em 29 de novembro de 2019, Jung foi condenado a seis anos de prisão por estupro coletivo de mulheres em estado de embriaguez e inconscientes. Ele também foi condenado por filmar secetamente a si mesmo, tendo relações sexuais com outras mulheres e compartilhando a filmagem sem seu consentimento. Em 12 de maio de 2020, o Tribunal Superior de Seul reduziu a sentença de Jung de seis anos para cinco, após ele apresentar documentos expressando seu arrependimento. Em novembro de 2020, sua conta pessoal do  Instagram foi excluída pela própria rede social, sob o argumento de que ela tem uma política de desativar contas de criminosos sexuais condenados.

## Discografia
Extended plays (Eps)
- Rock Trip (2010)
- Jung Joon Young 1st mini album (2013)
- Teenager (2014)

Álbuns de estúdio
- The First Person (2017)

## Filmografia

### Participações em vídeos musicais
| Ano  | Título         | Artista                            | Ref.   |
| ---- | -------------- | ---------------------------------- | ------ |
| 2014 | "Mr Ambiguous" | Mamamoo com participação de Bumkey | [ 17 ] |

### Filmes
| Ano  | Título        | Papel                  |
| ---- | ------------- | ---------------------- |
| 2015 | Love Forecast | Yeom Hyo-bong / Andrew |

### Televisão
| Ano  | Título                  | Papel                       | Emissora |
| ---- | ----------------------- | --------------------------- | -------- |
| 2013 | Monstar                 | Han Ji-woong (young / ep.9) | Mnet     |
| 2014 | You Are My Destiny      | DJ de rádio (ep.8)          | MBC      |
| 2015 | The Lover               | Jung Young-joon             | Mnet     |
| 2015 | The Producers           | anti-fã de Cindy (ep.10)    | KBS2     |
| 2016 | The Sound of Your Heart | vizinho de Jo Suk (ep.6)    | KBS2     |

### Programas de variedades
| Ano       | Título                                      | Emissora                     | Notas                                       |
| --------- | ------------------------------------------- | ---------------------------- | ------------------------------------------- |
| 2010      | Tent in the City                            | Mnet                         | Participação                                |
| 2011      | Ulzzang Generation                          | ComedyTV                     | Membro do elenco, temporada 5               |
| 2013      | Jung Joon-young's Be Stupid                 | OnStyle                      | Bastidores do processo de criação de álbuns |
| 2013      | We Got Married                              | MBC                          | Casal com Jeong Yu-mi, temporada 4          |
| 2013–2019 | 2 Days & 1 Night                            | KBS2                         | Membro do elenco                            |
| 2014      | M! Countdown                                | Mnet                         | Apresentador com Ahn Jae-hyun               |
| 2014      | Foul Interview: 4 Things Show               | Mnet                         | Entrevistado principal                      |
| 2014      | Fashion King Korea 2                        | SBS                          | Membro do elenco                            |
| 2014      | Style Icon Awards 2014                      | OnStyle                      | Apresentador                                |
| 2015      | Two Young                                   | Mnet                         | Membro do elenco                            |
| 2015      | Laws of the Jungle in Samoa                 | SBS                          | Membro do elenco (episódios 186–189)        |
| 2015      | Old House New House                         | JTBC                         | Membro do elenco                            |
| 2016      | Mr. Baek The Homemade Food Master 2         | tvN                          | Membro do elenco                            |
| 2016      | Hit Maker                                   | JTBC                         | Membro do elenco                            |
| 2016      | What The Chart                              | CH Hyundai Card              | Apresentador                                |
| 2016      | Celebrity Bromance                          | MBig TV                      | Membro do elenco com Roy Kim                |
| 2016      | Laws of the Jungle in East Timor            | SBS                          | Membro do elenco (episódios 238–240)        |
| 2017      | Male Friend x Female Friend                 | SBS                          | Membro do elenco                            |
| 2017      | Trip of The Beer Lovers                     | SBS Mobidic TV               | Membro do elenco                            |
| 2017      | My Sweet Town                               | Kuki Health TV               | Apresentador                                |
| 2017      | My Unexpected Sweet Trip                    | TvN                          | Membro do elenco                            |
| 2017      | Salty Tour                                  | TvN                          | Membro do elenco                            |
| 2018      | Law of the Jungle in Cook Islands           | SBS                          | Membro do elenco (episódios 299–301)        |
| 2018      | Royal Adventure                             | SBS Mobidic TV / Clash Royal | Membro do elenco                            |
| 2018      | One Night Food Trip (International Edition) | TvN                          | Membro do elenco                            |

### Programas de rádio
| Data                                        | Emissora | Título                                           | Notas                             |
| ------------------------------------------- | -------- | ------------------------------------------------ | --------------------------------- |
| 28 de janeiro ~ 3 de março de 2013          | MBC FM4U | Hope Song at Noon (김신영의 정오의 희망곡)       | temporário para fevereiro de 2013 |
| 6 de maio ~ 1 de setembro de 2013           | MBC FM4U | Close Friend (친한친구)                          | 20:00 ás 22:00                    |
| 7 de julho de 2014 ~ 15 de novembro de 2015 | MBC FM   | Jung Joon-young's Simsimtapa (정준영의 심심타파) | 00:00 ás 02:00                    |